# Dynamic Duo
Dynamic Duo (hangul: 다이나믹듀오) es un dúo de hip hop surcoreano formado por los raperos Choiza y Gaeko. Saltaron a la fama con su álbum debut de 2004, «Taxi Driver», que se convirtió en el álbum de hip hop surcoreano más vendido de todos los tiempos. Trabajan bajo la compañía discográfica Amoeba Culture, un sello discográfico de hip hop que fundaron en 2006.

## Historia

### Carrera
Choiza y Gaeko son amigos desde la infancia, y debutaron en 1999 como el trío de hip hop "CB Mass". El grupo lanzó tres álbumes antes de disolverse en 2003, después de que se descubrió que el tercer miembro de CB Mass estaba robando dinero del grupo.
Dynamic Duo debutó al año siguiente con el álbum Taxi Driver. Se convirtió en el álbum de hip hop más vendido en Corea del Sur, con ventas de 50.000 copias en su primer mes después de su lanzamiento. Su segundo álbum, Double Dynamite, ganó el premio "Mejor Álbum de Hip Hop" en los Premios de Música Coreana de 2006.
Choiza y Gaeko también han producido y grabado individualmente sus propios sencillos a través del proyecto "NOWorkend", una serie de sencillos que salieron de su sello discográfico Amoeba Culture, y que representan canciones de los artistas del sello que muestran un lado completamente diferente de sus fans.
En 2013, lanzaron su séptimo álbum titulado "Lucky Numbers". El álbum contó con artistas como Hyolyn de Sistar y Zion.T.
El octavo álbum del dúo, "Grand Carnival", fue lanzado en noviembre de 2015.

## Discografía

### Álbumes
| Título                   | Detalles del álbum                                                                   | Lista de sencillos | Posiciones más altas en los gráficos |
| Título                   | Detalles del álbum                                                                   | Lista de sencillos | COR                                  |
| ------------------------ | ------------------------------------------------------------------------------------ | --- | ------------------------------------ |
| Taxi Driver              | - Fecha de lanzamiento: 17 de mayo de 2004 - Sello discográfico: EMI                 | Lista de sencillos 1. 이력서 (Resume) 2. Taxi Driver Interlude 1 3. 두남자 (Two Men) (feat. Brown Eyed Soul) 4. 실례합니다 (Excuse Me) (feat. DJ Wrecks, Tablo) 5. Pride (feat. The Name, Double K, Verbal Jint) 6. Taxi Driver Interlude 2 7. 신나? 우리가 누구? (Excited? Who are we?) (feat. Lisa) 8. Skit 9. 사랑하면 버려야 할 아까운 것들 (feat. 성훈 of Brown Eyed soul) 10. Superstar (Behind the Scene) (feat. Tiger JK, sean2slow, DJ Tukutz) 11. 비극 Part 1 (Tragedy Part 1) (feat. k.o.d) 12. 무인도 (Desert Island) (feat. Lazy) 13. 불면증 (Insomnia) (feat. Bobby Kim) 14. Ring My Bell (feat. 나얼 of Brown Eyed Soul) 15. 우리는 바보 (Shake ya 엉덩 to da 이) 16. My World (feat. Yankie of TBNY) 17. Outro 18. Candy (feat. Brown Eyed Soul) | N/A                                  |
| Double Dynamite          | - Fecha de lanzamiento: 26 de octubre de 2005 - Sello discográfico: CJ E&M           | Lista de sencillos 1. Intro 2. 고백 (Go Back) (feat. 정인) 3. 합죽이가 됩시다 합! (Stop!) 4. 덩덕쿵 (Retire) 5. 아무도 모르게 (What's Going On) 6. Let's Go 7. It's Alright (feat. Jeon Je-doek) 8. 시큰둥 (Funk the World) (feat.Lee Joek) 9. 너나 잘하세요 (Fuck you) 10. Skit 11. 서커스 (Circus) 12. Love Is (feat. T) 13. 파도 (I Know) (feat. Paloalto) 14. 그림자 (Shadow) 15. 나쁜소식 (Bad News is Coming) (feat. BMK) 16. 덩덕쿵 (Retire) (feat. The Quiett) 17. Sad Cafe (Fractal Robotic Duo Remix) | N/A                                  |
| Enlightened              | - Fecha de lanzamiento: 30 de mayo de 2007 - Sello discográfico: Amoeba Culture      | Lista de sencillos 1. 다시 쓰는 이력서 2. 해적 (feat. YDG) 3. Dream (feat. Bada) 4. 그래서 난 미쳤다 (feat. 박정은, Dave Lopez For Flipsyde) 5. 지구본 뮤직 (feat. Kero One) 6. 동전 한 닢 7. 절망하지 맙시다 (Interlude) 8. 절망하지 맙시다 (feat. 아롬 For Bubble Sisters) 9. 출첵 (feat. 나얼 de Brown Eyed Soul) 10. 살인자의 몽타주 11. 독재자 (feat. Sixpoint) 12. Happy Day (feat. Heritage) 13. 복잡해 14. 그 남자 그 여자의 사정 (feat. Bobby Kim) 15. U-turn (feat. Verbal Jint) | N/A                                  |
| Last Days                | - Fecha de lanzamiento: 21 de agosto de 2008 - Sello discográfico: Amoeba Culture    | Lista de sencillos 1. Intro: Last days (feat. MYK) 2. 길을막지마 3. Solo (feat. Alex) 4. 어머니의 된장국 (feat. Ra.D) 5. Trust Me (feat. Supreme Team) 6. 해변의 Girl (feat. Park Jin Young) 7. Make Up Sex 8. You Back (feat. 0C.D) 9. Good Love (feat. BSK) 10. Don't Say Goodbye (feat. J) 11. Give Me the Light 12. 들쥐떼들 13. 아버지 (feat. Ra.D) 14. 숨 (feat. Sean2Slow) | N/A                                  |
| Band of Dynamic Brothers | - Fecha de lanzamiento: 7 de octubre de 2009 - Sello discográfico: Amoeba Culture    | Lista de sencillos 1. 그림에 떡 2. 돈이 다가 아니야 (feat. Kang San Ae) 3. 두꺼비집 (feat. 0CD) 4. 잔돈은 됐어요 (feat. Gary & Bumkey) 5. 죽일 놈 (Guilty) 6. 왜 벌써가 (feat. Bumkey) 7. Biggestmagicalvision 8. 불꽃놀이 9. 사우나 (feat. E-Sens) 10. 월광증 (feat. Simon Dominic) 11. 퉁 되는 Brothers (The Toong Brothers) (feat. TopBob) 12. Ugly 13. 끝 14. 청춘 (feat. Kim-C) | N/A                                  |
| Digilog 1/2              | - Fecha de lanzamiento: 23 de noviembre de 2011 - Sello discográfico: Amoeba Culture | Lista de sencillos 1. Digilog (Intro) 2. 살발해 (Forever Young) (feat. Beenzino) 3. 해뜰때까지만 (Girl) 4. 사선에서 (In The Line Of Fire) (feat. Mad Soul Child) 5. 막잔하고 나갈게 (Lost One) 6. 수면장애 (Sleep Disorder) 7. 불타는 금요일 (Friday Night) 8. Precious Love (feat. Jinbo) 9. 남자로서 (Great Expectation) | 6                                    |
| Digilog 2/2              | - Fecha de lanzamiento: 4 de enero de 2012 - Sello discográfico: Amoeba Culture      | Lista de sencillos 1. 확가게 (Go Hard) 2. 제끼자 (Check This Out) (feat. Yankie & Yabul) 3. 거기서거기 (Without You) 4. 혹으로 알아 5. 오해 (feat. Simon Dominic & HangZoo) | 1                                    |
| Lucky Numbers            | - Fecha de lanzamiento: 1 de julio de 2013 - Sello discográfico: Amoeba Culture      | Lista de sencillos 1. 진격의 거인 둘 (Return Of The Kings) 2. 쌔끈해 (Three Dopeboyz) (feat. Zion.T) 3. Skit #1 4. 거품 안 넘치게 따라줘 (Life Is Good) (feat. Crush & DJ Friz) 5. Baaam (feat. Muzie) 6. Airplane Mode (feat. Juhan, Haewon, & Simon) 7. 만루홈런 (feat. Supreme Team & DJ Friz) 8. 슛 골인 (Shoot, Goal In) 9. 날개뼈 (Hot Wings) (feat. Hyolyn) 10. 아침사랑 (Good Morning Love) 11. 비극 Pt.2 (Tragedy Pt.2) 12. 범죄야 범죄 Crime Scene (feat. Jung Jaeil) 13. 가끔씩 오래 보자 | 2                                    |
| Grand Carnival           | - Fecha de lanzamiento: 17 de noviembre de 2015 - Sello discográfico: Amoeba Culture | Lista de sencillos 1. 옥상에서 2. 요즘어때? (How You Doin') (feat. Dean) 3. J.O.T.S. (feat. Nafla) 4. 타이틀곡 (Title Song) (feat. Verbal Jint) 5. 꿀잼 (Jam) 6. 야유회 (feat. Zico) 7. 있어줘 (feat. Lydia Peak) 8. 도돌이표 9. 주민신고 (feat. SWAY D) 10. 먹고하고자고 (Eat Pray Love) 11. 겨울이오면 (Waiting for Exhale) | 12                                   |

### Extended play (EP)
| Título              | Detalles del álbum                                      | Lista de canciones |
| ------------------- | ------------------------------------------------------- | --- |
| Love Is Enlightened | - Lanzamiento: 2007 - Sello discográfico: Ameba Cultura | Lista de sencillos 1. Heartbreaker (feat. 김종완 of Nell) 2. 기름과 물처럼 우린 섞일 수 없는 운명 (feat. 박화요비) 3. 난 미쳤다 (feat. 박정은 & Dave Lopez of Flipsyde) 4. 복잡해 5. 난 미쳤다 (feat. 박정은 & Dave Lopez of Flipsyde) (acoustic version) |